# 薛富
薛富，MBE，QPM，CPM[?]（1927年—1991年3月21日），英國殖民地警官，1974年至1977年任皇家香港警務處高級助理處長。
薛富於1950年加入警隊，歷任軍裝部、港督副官、中區和東區分區警司、警察訓練學校校長和防暴隊訓練營營長等職。他先後於1953年、1956年和1965年分別升任助理警司、警司和高級警司。六七暴動期間，時任港島區高級警司的他曾指揮警隊展開多場針對左派滋事份子的行動，並於當年年底升任總警司。
薛富在1968年至1969年間出任警隊交通部總警司（後來改稱總參事官），任內於1969年參與落實香港政府引入公共小型巴士的政策，並參與研究透過定額罰款處罰觸犯輕微道路交通罪行的駕駛者，促成港府於1970年正式立法引入定額罰款制度。薛富任內也支持仿傚英國向駕駛者引入違例駕駛記分制度，但該制度要遲至1984年才正式在港實施。
薛富後來於1971年至1974年以警務處助理處長身份出任招募總主任；升任高級助理處長後，他先後於1974年至1976年調任新設的人事總主任，以及於1976年至1977年出任另一個新設的人事及支援部總主任。在警隊工作27年的薛富於1977年退休後移居澳洲，1979年至1987年間曾於悉尼大學任職。他於1991年逝世，終年約64歲。警察訓練學校（和後來的警察學院）在學堂畢業典禮向每一屆最佳學警頒授的「薛富盃」，即以他本人命名。

## 生平

### 早年生涯
薛富1927年生於英國漢普郡，父母分別名叫艾伯特·愛德華·謝夫（Albert Edward Shave，1899年－1983年）和格特魯德·嘉芙蓮·布拉德利（Gertrude Kathleen Bradley，1900年－1986年），他的父親曾在軍中任職，官至少校。在家中排行最小的薛富有兩名胞兄和一名胞姊，其中長兄名叫查爾斯·愛德華·布拉德利·謝夫（Charles Edward Bradley Shave，1920年－1994年）。薛富早年先後受教於倫敦的羅恩學校（Roan School）和伯明翰的中央技術學院（Central Technical College；阿斯頓大學前身）。第二次世界大戰結束後，他於1946年加入英國陸軍受訓，1947年3月編入皇家工兵團擔任少尉，其後於1949年改編入皇家砲兵團。

### 警務生涯
在軍中服役四年後，薛富成功投考香港警隊，並於1950年1月18日成為副督察。同年，他從軍中辭職，退伍時獲准以名譽性質保留少尉軍銜。雖說薛富是在1950年抵達香港履新，但這並不是他首次訪港。事實上，他早於1928年隨同在軍中任職的父親首度訪港，當時他只有一歲。在港完成受訓後，他起初在警察軍裝部任職，先後駐守九龍城警署和油麻地警署等地。1951年8月22日晚上，當時在九龍城任職的薛富在一次行動當中，帶領隊伍突擊搜查位於太子道432號近龍崗道路口的一鳴樓茶樓（又名一樂茶樓），其間他的佩槍無故走火，意外擊斃一名叫黃競新（音譯）的茶客。事後，薛富被當局起訴誤殺，案件轉介到高等法院審理。同年12月11日，薛富經四男三女組成的陪審團一致裁定罪名不成立，獲主審案件的高級副按察司顧德和（後為爵士）當庭釋放。
調離軍裝部後，薛富在1953年3月升任助理警司，並於1954年起出任時任香港總督葛量洪爵士的副官，負責港督社交行程和接待外賓等禮節性工作，任內還於1955年9月奉委官守太平紳士。1956年，他調任中區分區警司，同年12月正式晉升成為警司；此後他擔任的職務包括在1957年調任東區分區警司，以及於1962年至1963年出任位於黃竹坑的警察訓練學校校長等，期間於1958年獲委任為新任港督柏立基爵士的名譽副官之一。1964年，他進一步署理高級警司，並改任防暴隊訓練營營長，任內於1965年6月正式晉升為高級警司。
1966年，薛富調任港島區高級警司，同年6月至10月一度署任總警司。在翌年的六七暴動期間，他指揮警隊展開多場針對左派滋事份子的行動，尤其是左派陣營在當年7月開始在全港各處放置土製炸彈的時候，他連日指揮警方掃蕩左派陣營位於港島的多處據點，當中包括在7月15日清晨攻入左派在西環的陣地福建中學，搜出大批武器；以及在7月20日清晨突擊掃蕩位於灣仔駱克道490號的香港電車職工會會址，拘捕七人。六七暴動後期，他於1967年8月起署任總警司，並調任九龍西總警司，至同年12月正式晉升為總警司。

### 警隊交通部
1968年4月，薛富接替保域（John Browett）出任警隊交通部總警司，成為警隊專責交通事務的最高負責人。任內他經常致函本地中英文報章，就交通事務解答市民查詢；並舉辦旨在減少交通意外數目的道路交通教育運動，以及支持交通安全隊的發展。此外，針對六七暴動期間公共交通服務經常癱瘓，造成無牌小巴（俗稱白牌車）在坊間大行其道的情況，香港政府於1969年在立法局制訂《道路交通（修訂）條例》引入公共小型巴士，透過把白牌車合法化以納入規管，而薛富更與交通事務處（運輸署前身）合作，成為其中一位負責落實新政策的官員。

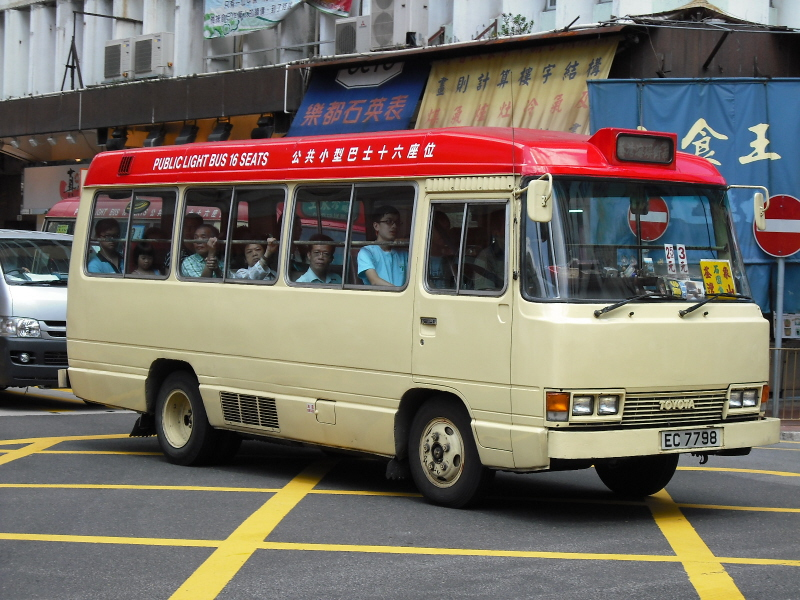
香港常見的「紅色小巴」（圖）始於1969年

就此，薛富除了協助向傳媒和公眾介紹當局為小巴引入的發牌制度，又推出專為小巴而新設的道路交通標誌，同時在港九各處路段劃定禁止小巴上落客的禁區，確保新政策如期在當年9月1日起實施後運作暢順。在新政策下，所有領有牌照的小巴均配以米黃色和紅色車身（故又俗稱「紅色小巴」），載客上限為14人。薛富卸任後，當局再於1972年批出行走固定路線的專線小巴（又因車身規定塗上米黃色和深綠色，故俗稱「綠色小巴」），而兩種小巴均成為香港最主要的公共交通工具之一。
另一方面，為更有效率地處罰觸犯違例停泊車輛等輕微道路交通罪行的駕駛者，時任正按察司何瑾爵士早於1965年委任一個以副按察司赫健士（後為爵士）為主席的工作小組，成員包括希士德（C. E. Histed）、柯里爾（Stewart Collier）、沈澄 、冼祖昭、保域總警司和戴偉時（M. E. Davis）助理警司，負責檢討當局處理輕微交通罪行個案的機制。委員會其後於1968年1月發表報告書，建議向觸犯該等輕微罪行的駕駛者劃一發出30港元的定額罰款通知書，取代以往由法庭逐案審理的做法，從而減輕法庭的工作量。在這個背景下，薛富任內參與研究引入定額罰款制度，促成港府在他卸任後的1970年3月訂立《定額罰款（交通違例事項）條例》以落實新的措施。
除了定額罰款制度，薛富任內認同部份輿論建議港府仿傚英國引入違例駕駛記分制度，向違反某些交通條例的駕駛者記下分數，當累積滿一定分數後，再向有關駕駛者取消駕駛資格一段時間，作為懲罰。薛富任內曾就此展開初步的研究工作，在他卸任後，港府於1971年初委任公務員敘用委員會主席赫惟爾爵士（Sir Charles Hartwell）擔任一個工作小組主席，成員包括律政司署代表軒馬殊（R. H. Hindmarsh）、交通事務處處長薛璞（Tony Shephard）、司法部代表韋義信（J. G. Wilson）和葛柏總警司，除了負責研究引入記分制度之外，又研究把原有的定額罰款制度適用於更多交通罪行。工作小組於同年11月向港府提交報告書，促成港府後來於1974年1月向立法局提交《定額罰款（刑事訴訟）草案》，但鑑於建議中的記分制度引來輿論激烈反響，迫使港府撤回草案。最終草案於同年7月重新提交立法局時，只涵蓋擴充定額罰款制度的部份，並於同年8月獲得立法局通過。一直要到多年後的1984年8月，新的記分制度在港府再次立法下才得以正式實施。

### 資深警官
薛富在警隊交通部任職後期還主持該部的改組工作，他的職稱也因應內部改組而變為警隊交通部總參事官。不久以後，葛柏於1969年11月接任警隊交通部總參事官一職；至於薛富在休假後，則於1970年中暫代另一位休假的保域，以署理警務處助理處長身份暫任港島區指揮官。1971年初，他獲正式晉升為警務處助理處長，並出任招募總主任，主管警隊的招聘工作，任內曾於1972年9月至1973年4月間返英休假，期間更獲警隊保送參加一個為期10星期的管理課程。作為招募總主任，他推出的重要措施包括在1974年宣佈容許重行僱用在45歲至50歲退休的員佐級警務人員，並以五年的僱用期為上限，藉以透過較吸引的僱用條件挽留前線警員，以解決警隊人手不足的問題。
薛富在任招募總主任期間也曾經牽涉到一場調職風波。1971年3月，警隊內部公佈下任灣仔區警司人選，但卻不是傳聞中的外籍警司威利（H. N. Whiteley），而是華籍警司鄭漢權。為了安撫威利，薛富事後曾致函對方，解釋縱然當局已考慮了他的能力和資歷，但下任灣仔區警司仍是鄭漢權。結果，威利在同年4月獲安排調任中區警司。三年後的1974年，鄭漢權被揭發原來當年曾以25,000港元賄賂葛柏，以換取被視為「肥缺」的灣仔區警司崗位。然而，警隊職位調派委員會其實早已在鄭漢權行賄前的1970年12月選定他為下任灣仔區警司，因此無論他行賄與否，都無礙他出任灣仔區警司一職；而事實上葛柏在受賄後，也從未左右調派委員會的決定。葛柏後來因為受賄一事被總督特派廉政專員公署起訴和引渡返港，而鄭漢權則獲廉署安排轉為污點證人指證葛柏，以換取不被起訴，葛柏最終在1975年2月被判串謀貪污和受賄兩項罪名成立，各判入獄四年，同期執行。
外界雖然曾經傳出薛富會在卸任招募總主任之後退休，但在時任警務處長施禮榮於1974年7月落實的一次警隊改組當中，他獲進一步擢升為警務處高級助理處長，同時出任新設的人事總主任一職，除了原有的人事工作之外，又接管行政和後勤部的新職責，得以主管警隊一切行政事宜。1976年5月，警隊再一次進行高層架構改組，多個部門被重新整合，其中由薛富出任新設的人事及支援部總主任一職，下轄人事和支援兩大部門，前者掌管人事科、警隊訓練科、福利科、女警科、警察訓練學校和警察少年訓練學校；後者則掌管行動部、牌照科、交通部、電訊及運輸科、輔警和機動部隊等。

### 晚年生涯
在警隊工作滿27年的薛富在1977年2月以50歲之齡從警隊退休，退休前獲警隊安排於1月31日在警察總部外的露天停車場舉行歡送儀式，薛富在儀式中檢閱了一支由兩隊警察銀樂隊和50餘名警察機動部隊成員組成的儀杖隊。出席者除包括薛富的家人，還有多名警隊高層、政府高官和警察總部數以百計的人員。為肯定薛富多年來的工作表現，他曾於1966年獲英廷頒授殖民地警察勞績獎章（CPM）、1972年獲女皇警察獎章（QPM）、以及於1977年獲MBE勳銜。此外，「薛富盃」（Shave Cup）和「施禮榮盾」（Brian Slevin Trophy）都是香港警察訓練學校（和後來的香港警察學院）的最主要獎項之一，前者以薛富本人命名，頒授予每屆從學堂畢業的最佳學警；後者則以施禮榮命名，頒授予每一屆表現最傑出的見習督察。
薛富退休後與家人定居於澳洲新南威爾斯省的悉尼。1979年，他獲悉尼大學聘任為保安總監，主管守衛校園的24名特警，但於翌年改任人事編制主任，處理人事事宜。1987年，年滿60歲的薛富再一次退休。晚年的他與家人居於悉尼西北部市郊堡壘山（Castle Hill）。1991年3月21日，他在悉尼逝世，終年約64歲。

## 個人生活
1956年2月4日，薛富在香港佑寧堂迎娶海倫·曼寧·哈貝谷斯（Helen Manning Habecost）為妻，兩人完婚後在香港會舉行招待酒會。薛富夫人當時在港督府任職秘書，她的父親亞歷山大·哈貝谷斯（Alexander Habecost）曾於上海工部局任職，返回英國後定居於伯克郡的雷丁。兩人育有一子一女，分別名叫查爾斯（Charles）和吉莉安（Gillian）。薛富夫人居港期間，曾與其他憲委級警官的夫人組織聯誼會，稱為「紫荊會」，並且是該會的首屆主席。
薛富夫人在2008年逝世後，遺下近270萬澳元遺產，當中包括三處物業、珠寶和家俱等財物，由兩名子女繼承，並委託律師大衛·布朗（David Brown）為遺產執行人之一。然而，兩人與後來與布朗就收取佣金和費用等問題興訟，新南威爾斯最高法院最終於2012年裁定布朗要在被指不當索取佣金一事作出部份賠償，但同時裁定雙方因糾紛而衍生的其他費用要由遺產支付。

## 榮譽

### 殊勳
- 以下列出榮譽全稱及縮寫：^ 
  - 官守太平紳士（JP） （1955年9月9日[19]）
  - 殖民地警察勞績獎章（CPM） （1966年女皇壽辰授勳名單[72]）
  - 女皇警察獎章（QPM） （1972年元旦授勳名單[73]）
  - 英帝國員佐勳章（MBE） （1977年女皇壽辰授勳名單[74]）

### 以他命名的事物
- 薛富盃（Shave Cup）：香港警察訓練學校（和後來的香港警察學院）頒授予每屆從學堂畢業的最佳學警的獎項。[75]

## 注腳
1. 1 2 3 4  Colonial Office List 1964 (1964), p.363.
2. 1 2  "Births Dec 1927: Albert E. Shave （页面存档备份，存于）", FreeBMD, Retrieved 2019-05-25.
3. ↑  "England and Wales Death Registration Index 1837-2007: Albert Edward Shave （页面存档备份，存于）", FamilySearch, Retrieved 2019-05-25.
4. ↑  "England and Wales Death Registration Index 1837-2007: Gertrude Kathleen Shave （页面存档备份，存于）", FamilySearch, Retrieved 2019-05-25.
5. 1 2 3  "Police officer weds at Union Church" (5 February 1956)
6. ↑  "Births Jun 1920: Charles E. B. Shave （页面存档备份，存于）", FreeBMD, Retrieved 2019-05-25.
7. ↑  "Births Sep 1923: Maude I. P. Shave （页面存档备份，存于）", FreeBMD, Retrieved 2019-05-25.
8. ↑  "Births Sep 1925: Frederick W. Shave （页面存档备份，存于）", FreeBMD, Retrieved 2019-05-25.
9. ↑  "Charles Edward Bradley Shave: 1920-1994 （页面存档备份，存于）", FamilySearch, Retrieved 2019-05-25.
10. 1 2 3 4  "Announcements" (23 March 1991)
11. ↑  "Supplement to Issue 37951 （页面存档备份，存于）", London Gazette, 9 May 1947, p.2113.
12. ↑  "Supplement to Issue 38762 （页面存档备份，存于）", London Gazette, 18 November 1949, p.5465.
13. 1 2 3 4 5  〈香港有功官民元旦榮獲勳銜〉（1972年1月1日）
14. ↑  "Supplement to Issue 38998 （页面存档备份，存于）", London Gazette, 22 August 1950, p.4266.
15. 1 2 3  "Farewell Parade for Shave" (1 February 1977)
16. ↑  "Chatter From the Stations" (March 1952), p.37.
17. 1 2 3  "Found Not Guilty - Sub-Inspector Shave Acquitted of Manslaughter Charge - Shooting in Teahouse" (12 December 1951)
18. ↑  "Government Appointments - Hon. Mr T. J. Gould To Act As Chief Justice in Hongkong" (6 February 1954)
19. 1 2  "Official J.P." (10 September 1955)
20. ↑  "Chatter From the Stations" (March 1956), p.38.
21. ↑  "Chatter From the Stations" (Summer 1957), p.57.
22. ↑  "Passing Out Parade" (18 March 1962)
23. ↑  "Police to Have More Buildings" (13 May 1962)
24. ↑  "Government Officers' Appointments" (11 May 1963)
25. ↑  "Honorary A.D.C.s To The Governor" (8 February 1958)
26. ↑  "Changes in Government Posts" (20 April 1964)
27. ↑  "Govt Appointments Gazetted" (6 June 1966)
28. ↑  "Govt Appointments" (31 October 1966)
29. ↑  "Stop Press" (15 July 1967)
30. ↑  "Stop Press" (20 July 1967)
31. ↑  "Holmes Visits Three Police Stations" (1 August 1967)
32. ↑  "Government Appointments Gazetted" (14 August 1967)
33. ↑  "Gold Badges for Policemen" (17 November 1967)
34. ↑  "Road courtesy campaign off to good start" (26 March 1968)
35. ↑  〈交通總警司薛富稱，灣仔碼頭泊車位仍未作最後安排〉（1968年12月11日）
36. ↑  〈觀塘碼頭前白牌車兜客，因無足夠証據難以檢控〉（1969年5月3日）
37. ↑  〈交通部總警司薛富來函解答軒尼斯道與芬域街交通標誌〉（1969年5月17日）
38. ↑  〈疑有缺點之車均須檢查，首季逾三千七百架〉（1969年5月25日）
39. ↑  〈交通總警司薛富函本報讀者〉（1969年6月5日）
40. ↑  〈波斯富街交通將予改善，交警當值時間延至夜深〉（1969年7月13日）
41. ↑  〈道路交通教育運動期內交通意外反增加〉（1968年5月2日）
42. ↑  〈九龍區學校交通隊十七日分區檢閱〉（1968年11月3日）
43. ↑  〈大家只顧擠擁地購買機會極微的馬票，而忽視本身頗大受傷甚至死亡機會的交通意外，真是相當可笑！交通安全會午餐例會，薛富總警司作此警語〉（1968年11月12日）
44. ↑  〈立法會七題：個人化點對點交通服務〉（2017年6月28日）
45. ↑  Official Report of Proceedings (2 July 1969), pp.413-427.
46. 1 2 3  〈交通總警司呼籲小型巴士司機應詳記新標誌〉（1969年9月13日）
47. ↑  〈交通總警司薛富表示，小型巴士如未領牌，九一後即執行取締〉（1969年8月31日）
48. 1 2  〈公共小型巴士〉（造訪於2019年5月25日）
49. 1 2  "Motorists may be fined on the spot" (12 January 1968)
50. ↑  Official Report of Proceedings (25 February 1970), pp.379-383.
51. ↑  Official Report of Proceedings (11 March 1970), pp.440-441.
52. 1 2 3 4 5  〈警隊舉行儀式歡送薛富榮休〉（1977年2月1日）
53. 1 2  "Law drafted for on-the-spot penalty system" (9 April 1969)
54. ↑  "New traffic laws planned" (20 May 1971)
55. 1 2  "Godber helped frame traffic Bill" (13 February 1974)
56. ↑  Official Report of Proceedings (17 July 1974), p.1021.
57. ↑  Official Report of Proceedings (14 August 1974), pp.1198-1199.
58. ↑  〈記分制度〉（造訪於2019年5月25日）
59. 1 2  "New head of Traffic Police" (9 December 1969)
60. ↑  "Acting Chief of Cultural Services" (20 July 1970)
61. 1 2  〈本港五十四名官民榮獲女王壽辰授勳〉（1977年6月11日）
62. ↑  "Archbishop on first visit" (20 September 1972)
63. ↑  "Retired policemen offered re-employment on better terms" (20 March 1974)
64. 1 2 3 4 5  DCCC13/1975, paragraph 24.
65. ↑  〈鄭漢權被拘捕候查〉（1974年5月1日）
66. ↑  "The Lucrative Post" (Retrieved 2013-12-29)
67. ↑  〈葛柏被判入獄四年〉（1975年2月26日）
68. ↑  "Slevin shuffles senior officers" (7 June 1974)
69. ↑  〈警務處人事調動，李擇信薛富擢升任高級助理處長〉（1974年8月22日）
70. 1 2  "Top police posts reorganised" (29 May 1976)
71. 1 2  〈警察總部高層重新改組，增設若干新職〉（1976年5月29日）
72. 1 2  "Supplement to Issue 44004 （页面存档备份，存于）", London Gazette, 3 June 1966, p.6562.
73. 1 2  "Supplement to Issue 45554 （页面存档备份，存于）", London Gazette, 31 December 1971, p.29.
74. 1 2  "Supplement to Issue 47234 （页面存档备份，存于）", London Gazette, 10 June 1977, p.7103.
75. 1 2 3  〈36歲晉身督察奪雙料榮譽　調查失蹤人口見盡親屬哀思〉（2018年2月3日）
76. 1 2  "Newsbriefs: Security Head Appointed" (8 October 1979), p.142.
77. ↑  The University of Sydney Calendar 1980 (1979), p.72.
78. ↑  The University of Sydney Calendar 1981 (1980), p.76.
79. ↑  The University of Sydney Calendar 1987 (1986), p.87.
80. ↑  The University of Sydney Calendar 1988 (1987), p.90.
81. ↑  "Coming Weddings Announced" (6 January 1956)
82. ↑  Shanghai Municipal Council: Report For The Year 1916 And Budget For The Year 1917 (1917), p.161A.
83. ↑  "Lorraine Daphne Carson - McComb" (13 November 2008)
84. ↑  〈紫荊會同人惜別薛富夫人〉（1977年1月18日）
85. 1 2  [2012] NSWSC 1428, paragraph 2.
86. ↑  [2012] NSWSC 1428, paragraphs 3-6.
87. ↑  [2012] NSWSC 1428, paragraph 1.
88. ↑  [2012] NSWSC 1428, paragraph 96.

### 中文資料
- 〈道路交通教育運動期內交通意外反增加〉，《華僑日報》第二張第二頁，1968年5月2日。
- 〈九龍區學校交通隊十七日分區檢閱〉，《華僑日報》第三張第一頁，1968年11月3日。
- 〈大家只顧擠擁地購買機會極微的馬票，而忽視本身頗大受傷甚至死亡機會的交通意外，真是相當可笑！交通安全會午餐例會，薛富總警司作此警語〉，《華僑日報》第四張第二頁，1968年11月12日。
- 〈交通總警司薛富稱，灣仔碼頭泊車位仍未作最後安排〉，《香港工商日報》第四頁，1968年12月11日。
- 〈觀塘碼頭前白牌車兜客，因無足夠証據難以檢控〉，《香港工商日報》第五頁，1969年5月3日。
- 〈交通部總警司薛富來函解答軒尼斯道與芬域街交通標誌〉，《華僑日報》第三張第二頁，1969年5月17日。
- 〈疑有缺點之車均須檢查，首季逾三千七百架〉，《華僑日報》第二張第三頁，1969年5月25日。
- 〈交通總警司薛富函本報讀者〉，《香港工商日報》第五頁，1969年6月5日。
- 〈波斯富街交通將予改善，交警當值時間延至夜深〉，《香港工商日報》第四頁，1969年7月13日。
- 〈交通總警司薛富表示，小型巴士如未領牌，九一後即執行取締〉，《香港工商日報》第六頁，1969年8月31日。
- 〈交通總警司呼籲小型巴士司機應詳記新標誌〉，《工商晚報》第一頁，1969年9月13日。
- 〈香港有功官民元旦榮獲勳銜〉，《華僑日報》第三張第三頁，1972年1月1日。
- 〈鄭漢權被拘捕候查〉，《香港工商日報》第一頁，1974年5月1日。
- 〈警務處人事調動，李擇信薛富擢升任高級助理處長〉，《華僑日報》第三張第二頁，1974年8月22日。
- 〈葛柏被判入獄四年〉，《香港工商日報》第一頁，1975年2月26日。
- 〈警察總部高層重新改組，增設若干新職〉，《華僑日報》第二張第一頁，1976年5月29日。
- 〈紫荊會同人惜別薛富夫人〉，《華僑日報》第二張第二頁，1977年1月18日。
- 〈警隊舉行儀式歡送薛富榮休〉，《華僑日報》第二張第二頁，1977年2月1日。
- 〈本港五十四名官民榮獲女王壽辰授勳〉，《華僑日報》第三張第三頁，1977年6月11日。
- 〈立法會七題：個人化點對點交通服務 （页面存档备份，存于）〉，《香港政府新聞公報》，2017年6月28日。
- 〈36歲晉身督察奪雙料榮譽　調查失蹤人口見盡親屬哀思 （页面存档备份，存于）〉，《香港01》，2018年2月3日。
- 〈公共小型巴士 （页面存档备份，存于）〉。香港：運輸署，造訪於2019年5月25日。
- 〈記分制度 （页面存档备份，存于）〉。香港：運輸署，造訪於2019年5月25日。

### 英文資料
- Shanghai Municipal Council: Report For The Year 1916 And Budget For The Year 1917. Shanghai: Kelly & Walsh, LD, Canton Road, 1917.
- "Found Not Guilty - Sub-Inspector Shave Acquitted of Manslaughter Charge - Shooting in Teahouse", The South China Morning Post, 12 December 1951, p.3.
- "Chatter From the Stations", The Hong Kong Police Magazine Vol 2 No 1, March 1952.
- "Government Appointments - Hon. Mr T. J. Gould To Act As Chief Justice in Hongkong", The South China Morning Post, 2 February 1954, p.4.
- "Official J.P.", The South China Morning Post, 10 September 1955, p.5.
- "Coming Weddings Announced", The South China Morning Post, 6 January 1956, p.5.
- "Police officer weds at Union Church", The South China Morning Post, 5 February 1956, p.2.
- "Chatter From the Stations", The Hong Kong Police Magazine Vol VI No 1, March 1956.
- "Chatter From the Stations", The Hong Kong Police Magazine Vol VII No 2, Summer 1957.
- "Honorary A.D.C.s To The Governor", The South China Morning Post, 8 February 1958, p.5.
- "Passing Out Parade", The South China Morning Post, 18 March 1962, p.2.
- "Police to Have More Buildings", The South China Morning Post, 13 May 1962, p.4.
- "Government Officers' Appointments", The South China Morning Post, 11 May 1963, p.7.
- Colonial Office List 1964. London: H.M.S.O., 1964.
- "Changes in Government Posts", The South China Morning Post, 20 April 1964, p.7.
- "Govt Appointments Gazetted", The South China Morning Post, 6 June 1966, p.8.
- "Govt Appointments", The South China Morning Post, 31 October 1966, p.10.
- "Stop Press", The South China Morning Post, 15 July 1967, p.20.
- "Stop Press", The South China Morning Post, 20 July 1967, p.22.
- "Holmes Visits Three Police Stations", The South China Morning Post, 1 August 1967, p.6.
- "Government Appointments Gazetted", The South China Morning Post, 14 August 1967, p.6.
- "Gold Badges for Policemen", The South China Morning Post, 17 November 1967, p.6.
- "Motorists may be fined on the spot", The South China Morning Post, 12 January 1968, p.1.
- "Road courtesy campaign off to good start", The South China Morning Post, 26 March 1968, p.6.
- "Law drafted for on-the-spot penalty system", The South China Morning Post, 9 April 1969, p.5.
- Official Report of Proceedings （页面存档备份，存于）. Hong Kong: Legislative Council of Hong Kong, 2 July 1969.
- "New head of Traffic Police", The South China Morning Post, 9 December 1969, p.5.
- Official Report of Proceedings （页面存档备份，存于）. Hong Kong: Legislative Council of Hong Kong, 25 February 1970.
- Official Report of Proceedings （页面存档备份，存于）. Hong Kong: Legislative Council of Hong Kong, 11 March 1970.
- "Acting Chief of Cultural Services", The South China Morning Post, 20 July 1970, p.5.
- "New traffic laws planned", The South China Morning Post, 20 May 1971, p.1.
- "Archbishop on first visit", The South China Morning Post, 20 September 1972, p.7.
- "Godber helped frame traffic Bill", The South China Morning Post, 13 February 1974, p.1.
- "Retired policemen offered re-employment on better terms", The South China Morning Post, 20 March 1974, p.6.
- "Slevin shuffles senior officers", The South China Morning Post, 7 June 1974, p.1.
- Official Report of Proceedings （页面存档备份，存于）. Hong Kong: Legislative Council of Hong Kong, 17 July 1974.
- Official Report of Proceedings （页面存档备份，存于）. Hong Kong: Legislative Council of Hong Kong, 14 August 1974.
- "Top police posts reorganised", The South China Morning Post, 29 May 1976, p.8.
- "Farewell Parade for Shave", The South China Morning Post, 1 February 1977, p.8.
- "Newsbriefs: Security Head Appointed", The University of Sydney News Volume 11/21, 8 October 1979.
- The University of Sydney Calendar 1980 （页面存档备份，存于）. Sydney: The University of Sydney, 1979.
- The University of Sydney Calendar 1981 （页面存档备份，存于）. Sydney: The University of Sydney, 1980.
- The University of Sydney Calendar 1987 （页面存档备份，存于）. Sydney: The University of Sydney, 1986.
- The University of Sydney Calendar 1988 （页面存档备份，存于）. Sydney: The University of Sydney, 1987.
- "Announcements", The South China Morning Post, 23 March 1991, p.8.
- "Lorraine Daphne Carson - McComb （页面存档备份，存于）", Vancouver Sun, 13 November 2008.
- "The Lucrative Post （页面存档备份，存于）", Godber Case. Hong Kong: Independent Commission Against Corruption, Retrieved 2019-05-25.

### 法律資料
- The Queen v Peter Fitzroy Godber （页面存档备份，存于） DCCC13/1975
- The Estate of Helen Manning Shave （页面存档备份，存于） [2012] NSWSC 1428

## 外部鏈結
- 香港警務處 （页面存档备份，存于）
- "Outline of superannuation choices", The University of Sydney News Volume 18 No. 22 - 5 August 1986